# Jackson Laboratory
Das Jackson Laboratory (JAX) ist eine unabhängige amerikanische Forschungsanstalt zur genetischen Erforschung von Säugetieren mit dem Ziel, menschliche Krankheiten besser verstehen und somit heilen zu können. Der Hauptsitz der Organisation befindet sich in Bar Harbor (Maine), eine Zweigstelle in Sacramento (Kalifornien).
Das Labor wurde 1929 vom ehemaligen Präsidenten der University of Michigan, C. C. Little, als „Roscoe B. Jackson Memorial Laboratory“ in Bar Harbor gegründet. Inzwischen beschäftigt das Labor über 1400 Mitarbeiter in der Genforschung, Ausbildung von Studenten und Weitergabe von Daten und Ressourcen an Forschungsanstalten in der ganzen Welt. Gegenstand der Forschung ist vor allem die Hausmaus (Mus musculus), welche aufgrund der genetischen Übereinstimmung mit dem Menschen (~95 %) als Modellorganismus dient. So etablierte das Labor über 4000 verschiedene Mauslinien mit definiertem Genom und gilt weltweit in der Mausgenetik als führend.

## Forschungsschwerpunkte
Die Arbeitsgruppen des Jacksons Institutes gliedern sich in sechs Hauptforschungsbereiche:
- Krebsforschung (Gehirn, Leukämie, Lunge, Lymphknoten, Brust, Krebsentstehung und -fortschritt, Früherkennung und Therapiemaßnahmen)
- Entwicklungsbiologie und Biologie des Alterns (Geburtsfehler, Down-Syndrom, Geschlechtsbeeinflussung, Altern, Osteoporose)
- Immunologie (HIV/AIDS, Anämie, Autoimmunerkrankungen, Schmetterlingsflechte, Abstoßungsreaktionen transplantierter Gewebe)
- Stoffwechselerkrankungen (Arteriosklerose, Diabetes, Gallensteine, Bluthochdruck, Fettleibigkeit)
- Neurobiologie (Blindheit, Taubheit, Kleinhirndefekte, Epilepsie, Glaukom, Makuladegeneration, Neurodegenerative Erkrankungen)
- Bioinformatik (Mausgenominformatik, Genomvergleiche)

Seit 1983 ist das Jackson Laboratory vom National Cancer Institute zum offiziellen Krebsforschungszentrum ernannt worden, mit der Aufgabe Grundlagenforschung zur Entstehung, Früherkennung und Behandlung von Krebs zu betreiben.

## Trivia
Insgesamt 15 Forscher gewannen bisher den Nobelpreis für Forschungen mit Mäusen des Jackson Laboratories. Unter anderem die Forscher Evans/Capecchi für die Herstellung der Knockout-Maus durch die Arbeit mit embryonalen Stammzellen.